# Park Ah-in
Park Ah-in (nacida el 12 de febrero de 1985 ) es una actriz surcoreana.

## Biografía
Park nació en Busan, Corea del Sur y se graduó en el Departamento de Teatro y Cine de la Universidad de Chung-Ang.
Debutó en cine en la película Forbidden Floor en 2006, y en la televisión con Bad Guy en 2010, ha mantenido una carrera activa desde entonces.

## Filmografía

### Series
- Bad Guy (SBS, 2010)
- Como aman los hombres (SBS, 2012)
- Mama (MBC, 2014)
- Descubrimiento del amor (KBS2, 2014)
- Descendientes del sol (KBS2, 2016)
- Babysitter ' (KBS2, 2016)
- Buena esposa (tvN, 2016)
- Está bien porque soy papá (MBN, 2017)
- El País de las Maravillas (KBS2, 2017)
- Mr. Sunshine (tvN, 2018)[6]
- Clean with Passion for Now (JTBC, 2018)
- My Strange Hero (SBS, 2018)[3]
- Welcome to Waikiki 2 (JTBC, 2019)
- Absolute boyfriend ' (SBS, 2019)
- Vagabond (SBS, 2019) como Lily[7][5]
- Kkondae Intern (MBC TV, 2020)
- Sweet Home (Netflix, 2020)
- Moonshine (KBS2, 2021-2022)
- Wedding Impossible (tvN, 2024)[8][9]
- Your Honor (ENA, 2024).[10]
- Good Partner (SBS, 2024, aparición especial ep. 12-13).[11][10]

### Películas
- Forbidden Floor (2006)
- Solitario (2008)
- Fuera de la ley (2010)
- Proyecto 577 (2012)
- Mejor estrella (2013)
- Friends 2 (2013) -Cantante[4]
- Hoop It up (2019) -Yujin

## Premios y nominaciones
| Año  | Categoría                                                                | Premios         | Trabajo  | Resultado |
| ---- | ------------------------------------------------------------------------ | --------------- | -------- | --------- |
| 2019 | Best Supporting Team (junto a Choi Dae-chul, Park Ah-in y Kim Jung-hyun) | SBS Drama Award | Vagabond | Nominados |